# 구스 레너드

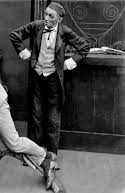

구스 레너드(Amédée Théodore Gaston Lerond, 1859년 2월 4일 ~ 1939년 3월 27일)는 미국의 배우이다.
마르세유에서 태어났으며 로스앤젤레스에서 사망하였다.

## 영화
- 메이타임 (1937년)
- 장난감 나라 (1934년)
- 엘머, 더 그레이트 (1933년)
- 로마 스캔달 (1933년)
- 스마트 머니 (1931년)
- 신입생 (1925년)
- 걸 샤이 (1924년)
- 안전불감증 (1923년)